# Gemlik

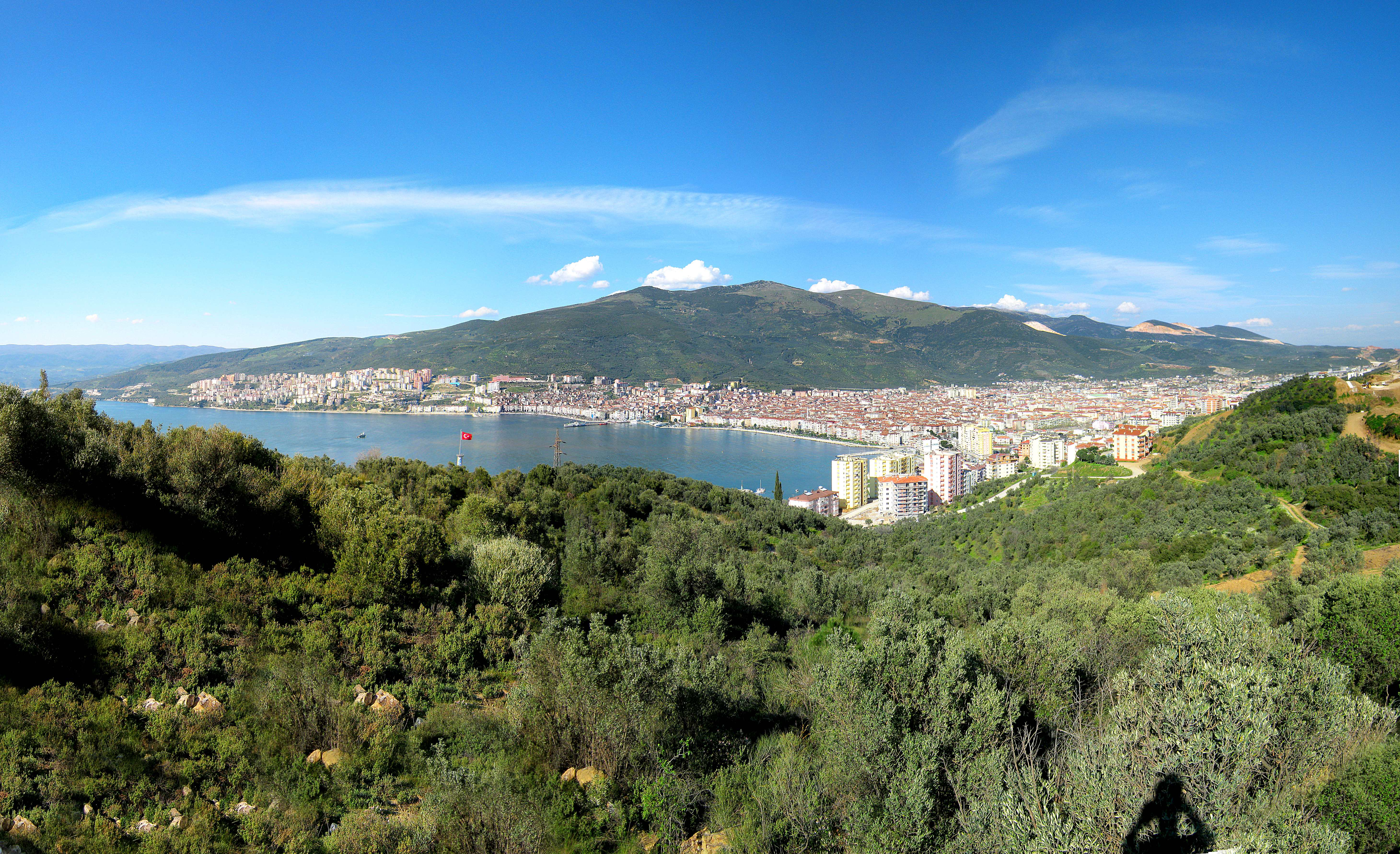
Gemlik

Gemlik är en hamnstad vid Marmarasjön i provinsen Bursa i nordvästra Anatolien i Turkiet, en bit söder om Istanbul. Befolkningen uppgick till 93 464 invånare i slutet av 2011, och staden med dess distrikt ingår i Bursas storstadskommun. Gemlik är känt för sina oliver och oljor. Marmara Birlik, som är en sammanslutning av olivproducenter och som har sin bas i Gemlik, har räknats som främst i världen inom olivproduktion.